# Alice Howell
Alice Howell (New York, 20 maggio 1886 – Los Angeles, 11 aprile 1961) è stata un'attrice statunitense di vaudeville e cinema muto di New York City.

## Biografia
Le prime recensioni dei suoi film la descrivevano come l'urlo dello schermo. Un recensore la paragonò ad una "sorta di Charlie Chaplin, Douglas Fairbanks, Sr. e Max Linder" etichettandola come "un pacchetto più o meno diminutivo di femminilità." È stata a volte chiamata "la ragazza di Charlie Chaplin". Lavorò per Mack Sennett e poi per la L-KO Kompany e le sue prime commedie erano spesso prodotte dalla Universal Pictures.
Tra gli oltre cento film da lei girati, Charlot falso barone (1914), Mabel and Fatty's Married Life (1915), Neptune's Naughty Daughter (1917), Green Trees (1924), e Madame Dynamite (1926). Her Bareback Career (1917) fu la prima di una serie di commedie girate per una società di produzione costituita per realizzare e distribuire le commedie di Alice Howell.
In quell'epoca, le interpreti femminili di farse come la Howell, Dorothy Devore e Billie Rhodes erano penalizzate dalla presenza di film dozzinali e dall'assenza di un vero star system.
La carriera della Howell continuò anche nel cinema sonoro, nel ruolo di una serva muta, nel film The Black Ace (1933).
Alice Howell è stata la madre dell'attrice Yvonne Howell e morì a Los Angeles nel 1961.

## Filmografia parziale
- Tillie's Punctured Romance (1914)
- Lover's Luck (1914)
- Charlot dentista (Laughing Gas), regia di Charlie Chaplin (1914)
- Charlot e la sonnambula (Caught in the Rain) (1914)
- Charlot falso barone (1914)
- Mabel and Fatty's Married Life (1915)
- Her Bareback Career (1917)
- Neptune's Naughty Daughter, regia di John G. Blystone (1917)
- Distilled Love (1920)
- Green Trees (1924)
- Butterfly, regia di Clarence Brown (1924)
- Madame Dynamite (1926)